# Sarıhüyük, Bala
Sarıhüyük là một xã thuộc huyện Bala, tỉnh Ankara, Thổ Nhĩ Kỳ. Dân số thời điểm năm 2011 là 113 người.